# 환상만화경 ~ The Memories of Phantasm
환상만화경 ~ The Memories of Phantasm(일본어: 幻想万華鏡 겐소만게쿄[*])은 만복(만푸쿠)신사에서 만든 동방 프로젝트의 2차 창작 애니메이션 시리즈이다.

## 주요 에피소드

### 제1화 춘설이변의 장
동방요요몽을 주제로 하며, 환상향에 봄이 오지 않고 눈이 계속 내리는 춘설이변을 해결하는 이야기이다.

### 제2화 홍무이변의 장 (전편)
동방홍마향을 주제로 하며, 키리사메 마리사가 홍마관에 들어가서 일어나는 소동과, 환상향에 붉은 안개가 덮치는 홍무이변이 일어나는 이야기이다.

### 제3화 홍무이변의 장 (중편)
2화와 같이 동방홍마향을 주제로 하며, 하쿠레이 레이무가 홍마관으로 들어가 메이링, 사쿠야와 싸우는 이야기를 다룬다.

### 제4화 홍무이변의 장 (후편)
동방홍마향을 주제로 하며, 하쿠레이 레이무와 키리사메 마리사가 흡혈귀 스칼릿 자매(레밀리아, 플랑드르)와 싸우는 이야기를 다룬다.

### 제5화 꽃의 이변의 장 (전편)
동방화영총을 주제로 한다.